# Александроневська (Краснодарський край)
Александроневська — станиця в Виселківському районі Краснодарського краю, у складі Бейсузького сільського поселення.
Станиця розташована у степовій зоні, за 21 км північно-західніше районного центру — станиці Виселкі. Найближча залізнична станція — Бурсак лежить у селищі Бейсуг, за 2 км на захід від станиці.
Заснована в 1907 році.